# Rotala smithii
Rotala smithii là một loài thực vật có hoa trong họ Lythraceae. Loài này được A.Fern. & Diniz miêu tả khoa học đầu tiên năm 1957.